# Lünerner Bach
Der Lünerner Bach ist ein etwa 13,5 km langer, linksseitiger Nebenfluss der Seseke in Nordrhein-Westfalen.

## Geographie

### Verlauf
Der Lünerner Bach entspringt inmitten des Fröndenberger Ortsteils Frömern in einem etwa 10 × 30 m großen Quelltopf, dessen Wasser von unteren Schichten an die Oberfläche gedrückt wird. Er verlässt die Stadt in Richtung Norden den Haarstrang hinunter, bis er nach knapp dreieinhalb Kilometern die Autobahn 44 und nach viereinhalb Kilometern die Bundesstraße 1 unterquert. Auf der Höhe des alten Hellwegs bildet er die Grenze zwischen den Ortschaften Mühlhausen und Lünern (s. Foto rechts). In östliche Richtung fließend durchquert er Lünern und verläuft weiter in Richtung Nordost und zuletzt West, bis er nach 13,5 km bei Lenningsen (Bönen) in die Seseke mündet.

### Hochwasserrückhaltebecken Bimberghof
Infolge der stark lehmigen Bodenbeschaffenheit auf dem Haarstrang versickert nach heftigen Niederschlägen nur wenig Wasser in den Boden, was zu Hochwasser im Lünerner Bach führen kann. Um in Lünern und weiteren Ortschaften am Bach liegende Hofgrundstücke, Keller und Wiesen vor Überschwemmungen zu schützen, wurde von März 2015 bis Oktober 2016 im Bimbergtal ein Hochwasserrückhaltebecken (HRB) gebaut. Dazu wurden 45.000 m³ Erdreich zu einem 230 Meter langen und 11 Meter hohen Damm aufgeschoben. Bei Starkregen soll dieser als Staudamm dienen und bis zu 310.000 Kubikmeter Wasser, das vom Haarstrang her zu Tal strömt, zurückhalten. Es gilt damit als mittleres Rückhaltebecken in einer Gruppe von vier Klassifizierungen (sehr klein, klein, mittel, groß). Die Baukosten des Projekts lagen bei rund fünf Millionen Euro. Bund und Land förderten den Bau mit über drei Millionen Euro.
In regenarmen Zeiten neigt der Lünerner Bach dagegen zum Trockenfallen, so bislang im Jahr 2017 (Stand: Ende August 2017), als er mit Ausnahme von je einer Woche im Januar und im Juli vollkommen trockengefallen ist. Dieses Trockenfallen ist charakteristisch für viele Karstquellen, die deswegen als „intermittierend“ bezeichnet werden.

## Bilder

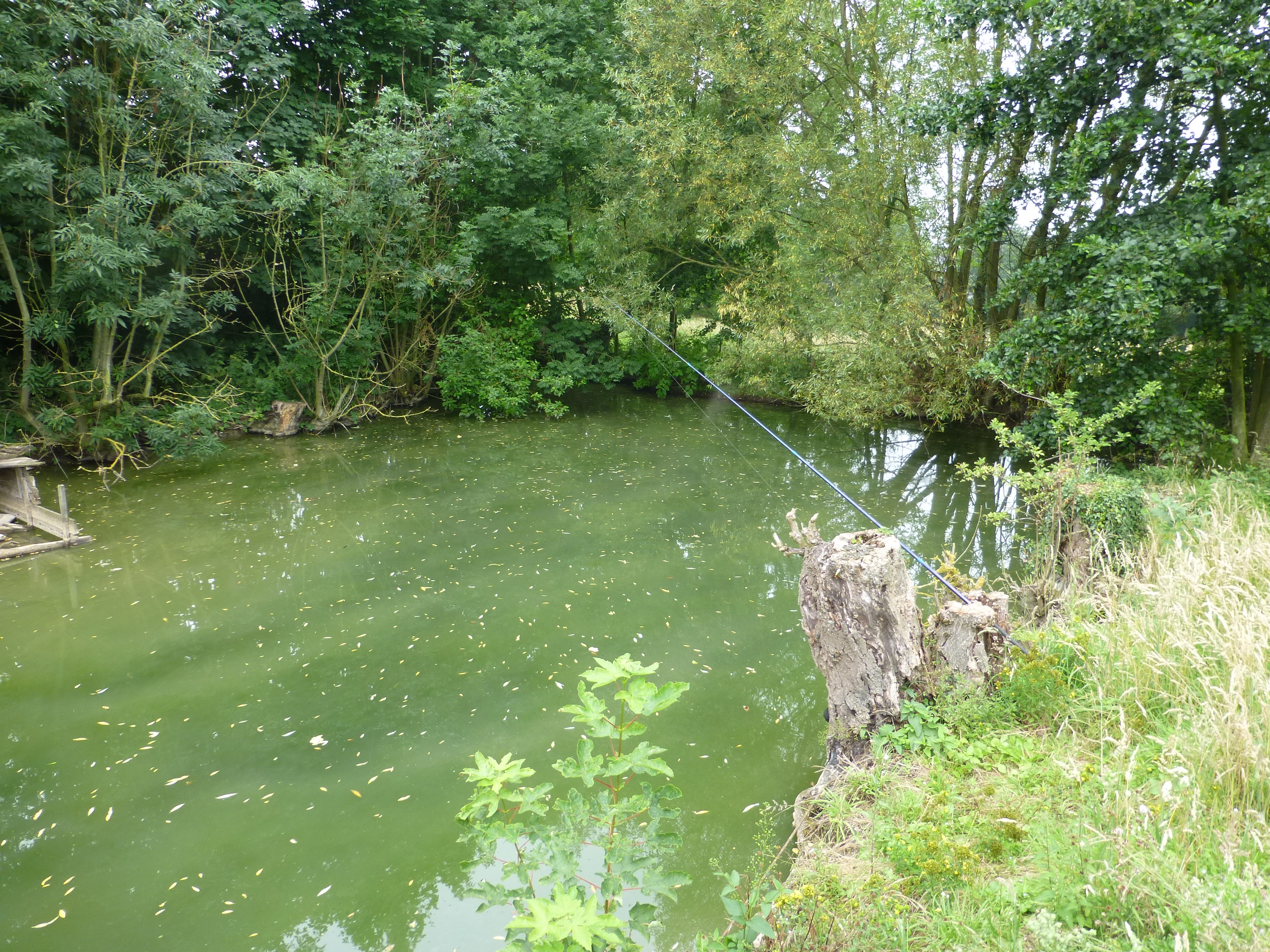
Quelltopf des Lünerner Bachs in Frömern, August 2015
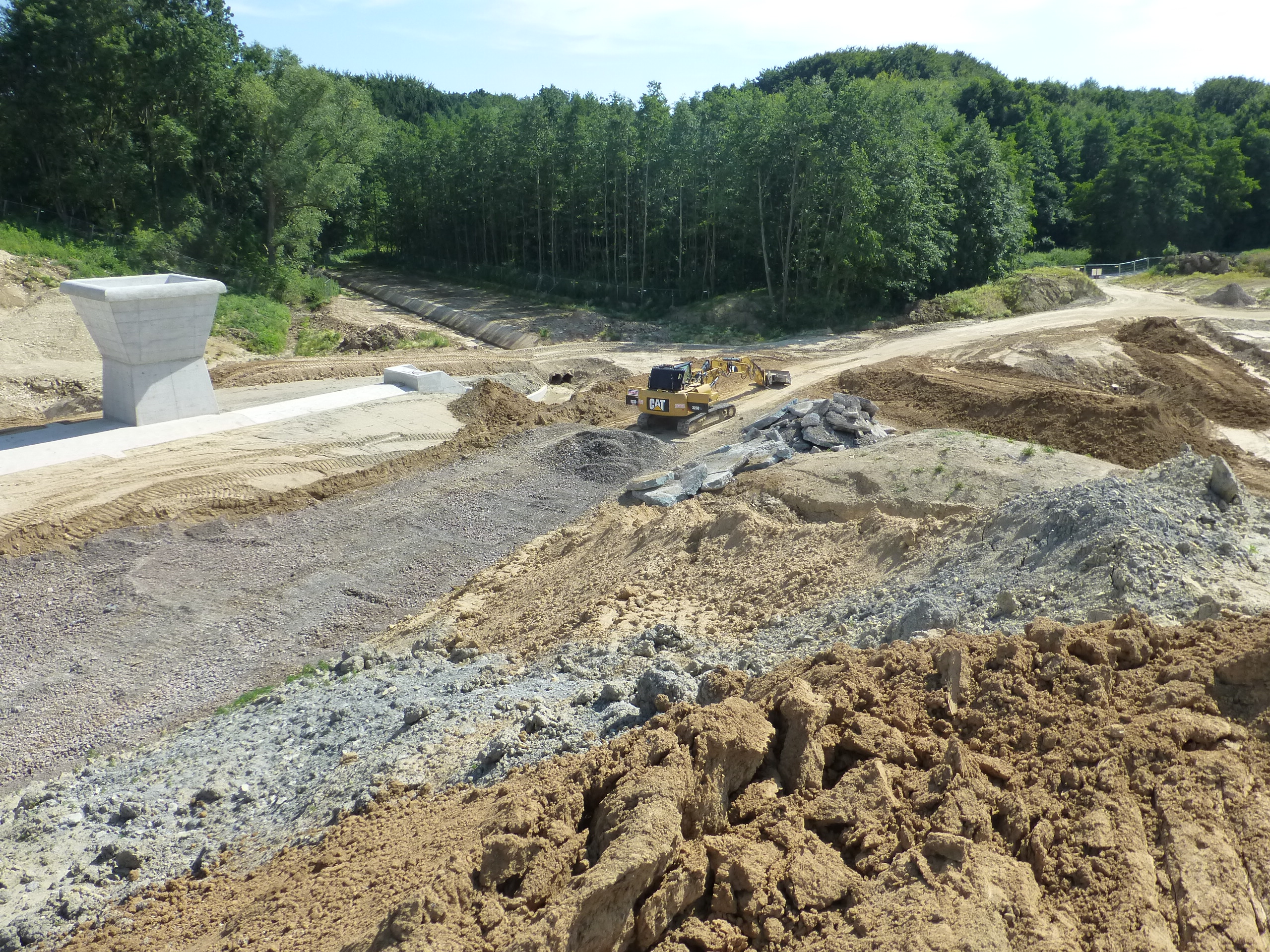
Bau des Hochwasserrückhalte-beckens, 2015, Blickrichtung Süd
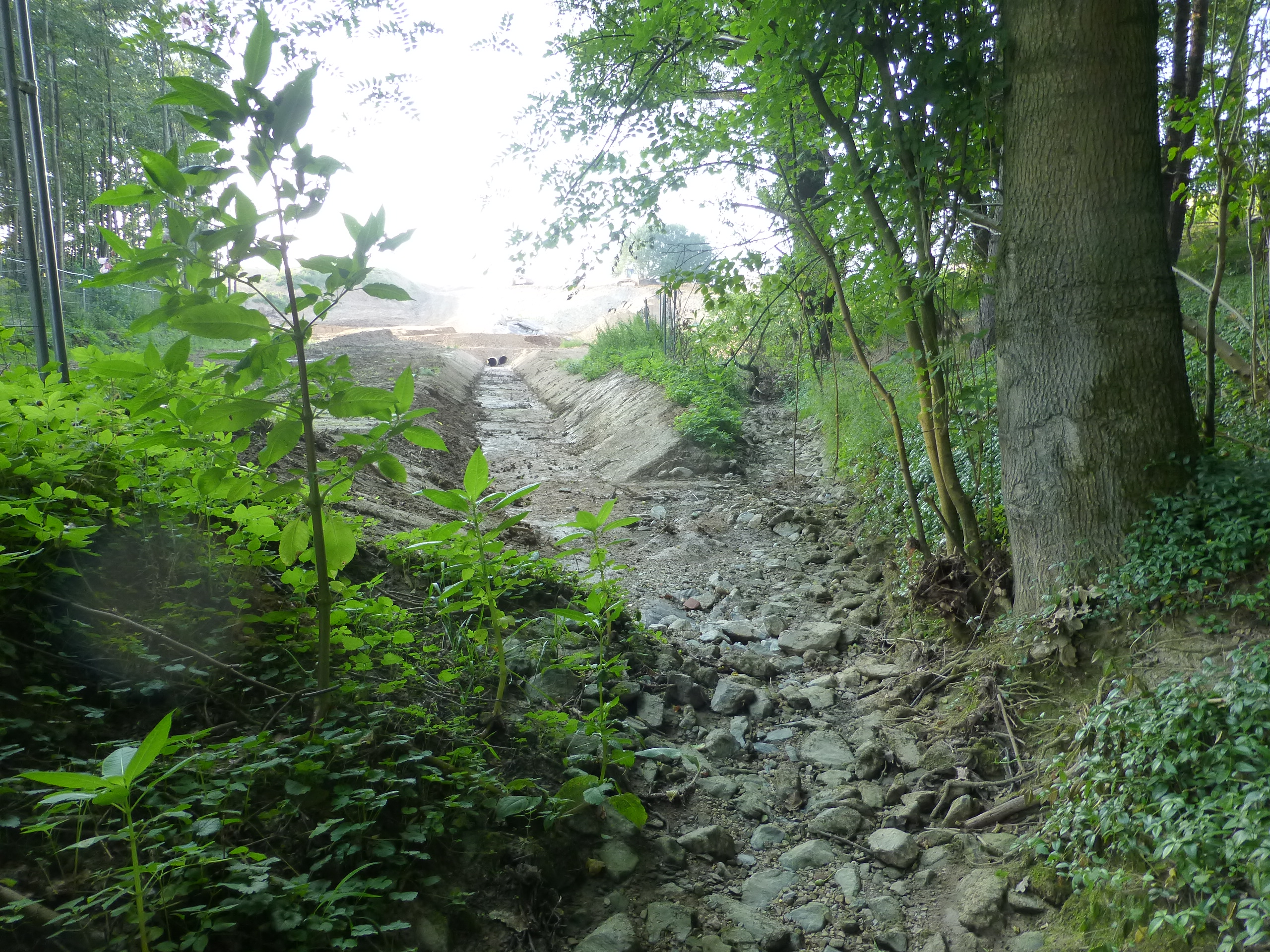
Links neuer Zulauf in das im Bau befindliche Hochwasserrückhalte-becken, rechts bisheriger Bachverlauf
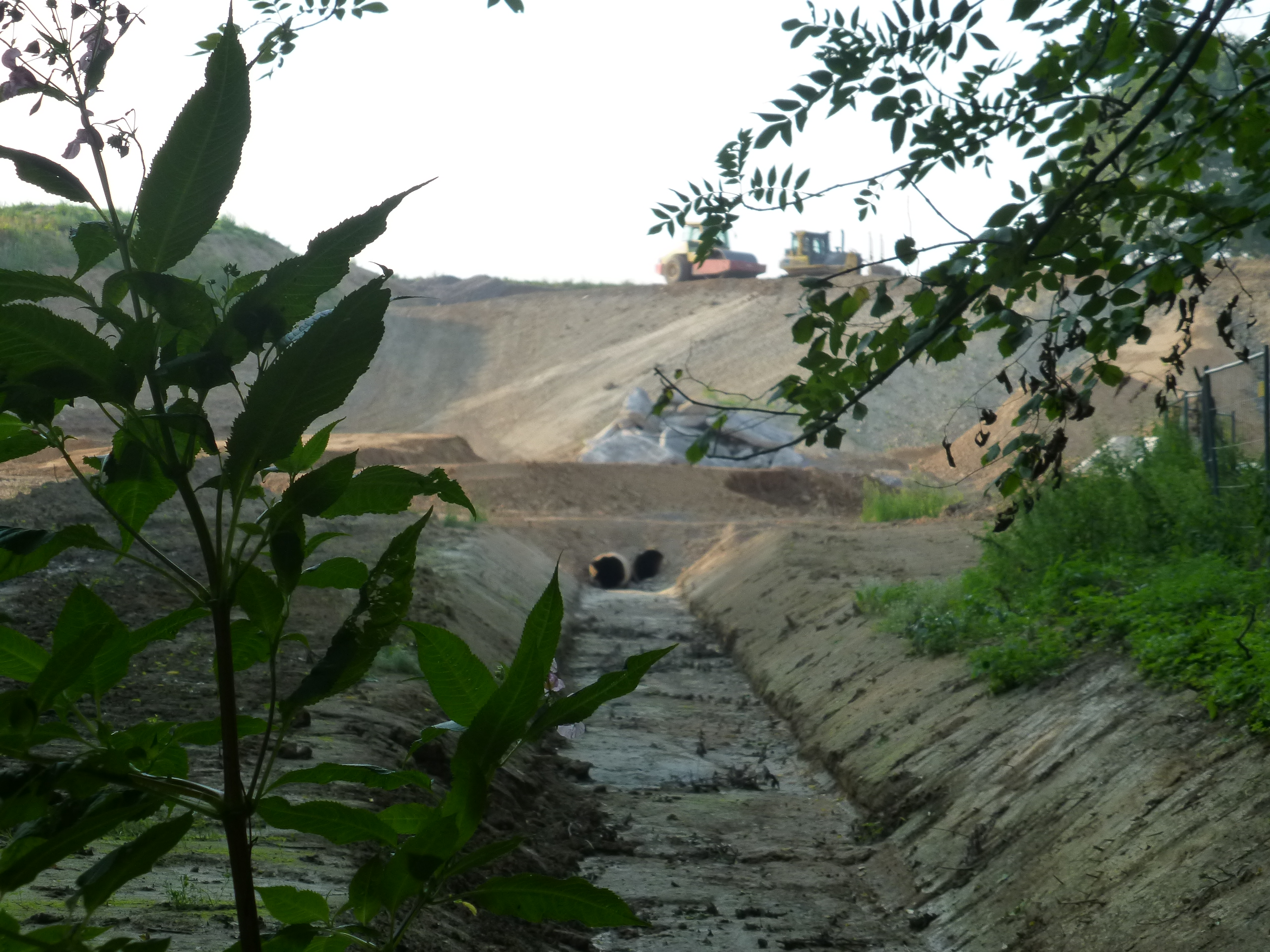
Neuer Zulauf in das Hochwasserrückhalte-becken, Bauarbeiten, August 2015
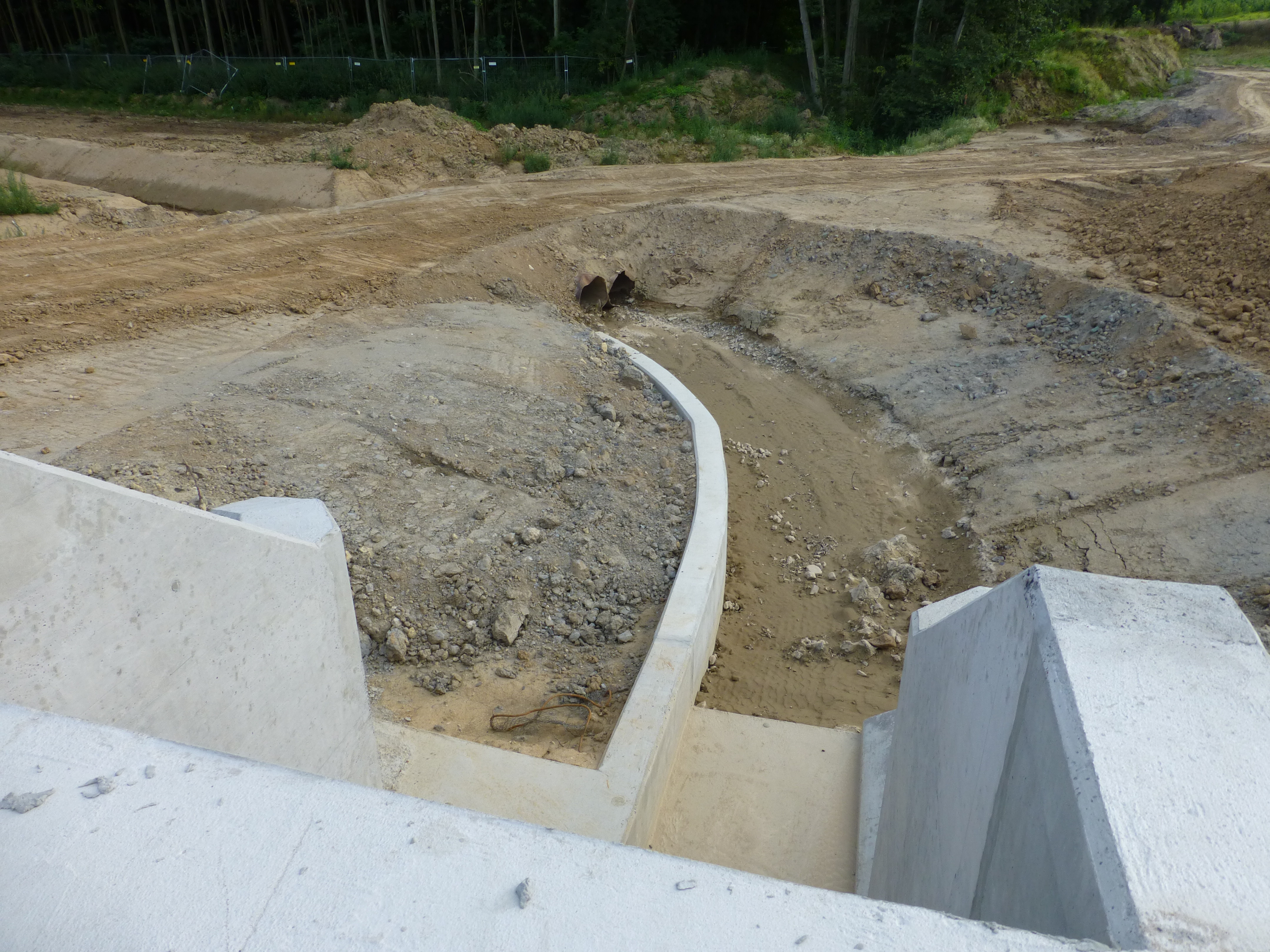
Neuer Bacheinlauf in das Hochwasserrückhalte-becken, August 2015
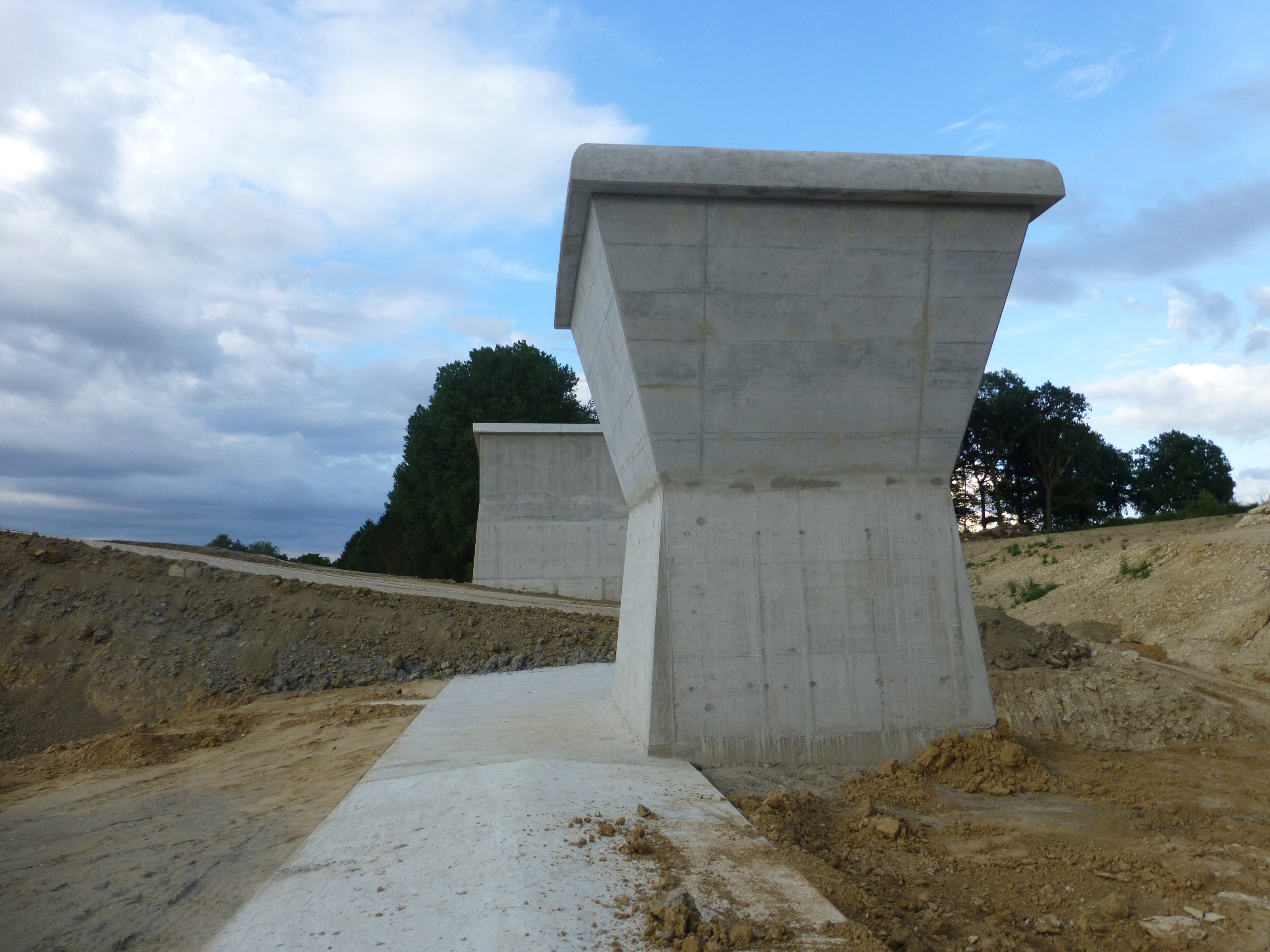
Zwei Details des neuen Hochwasserrückhalte-beckens, August 2015
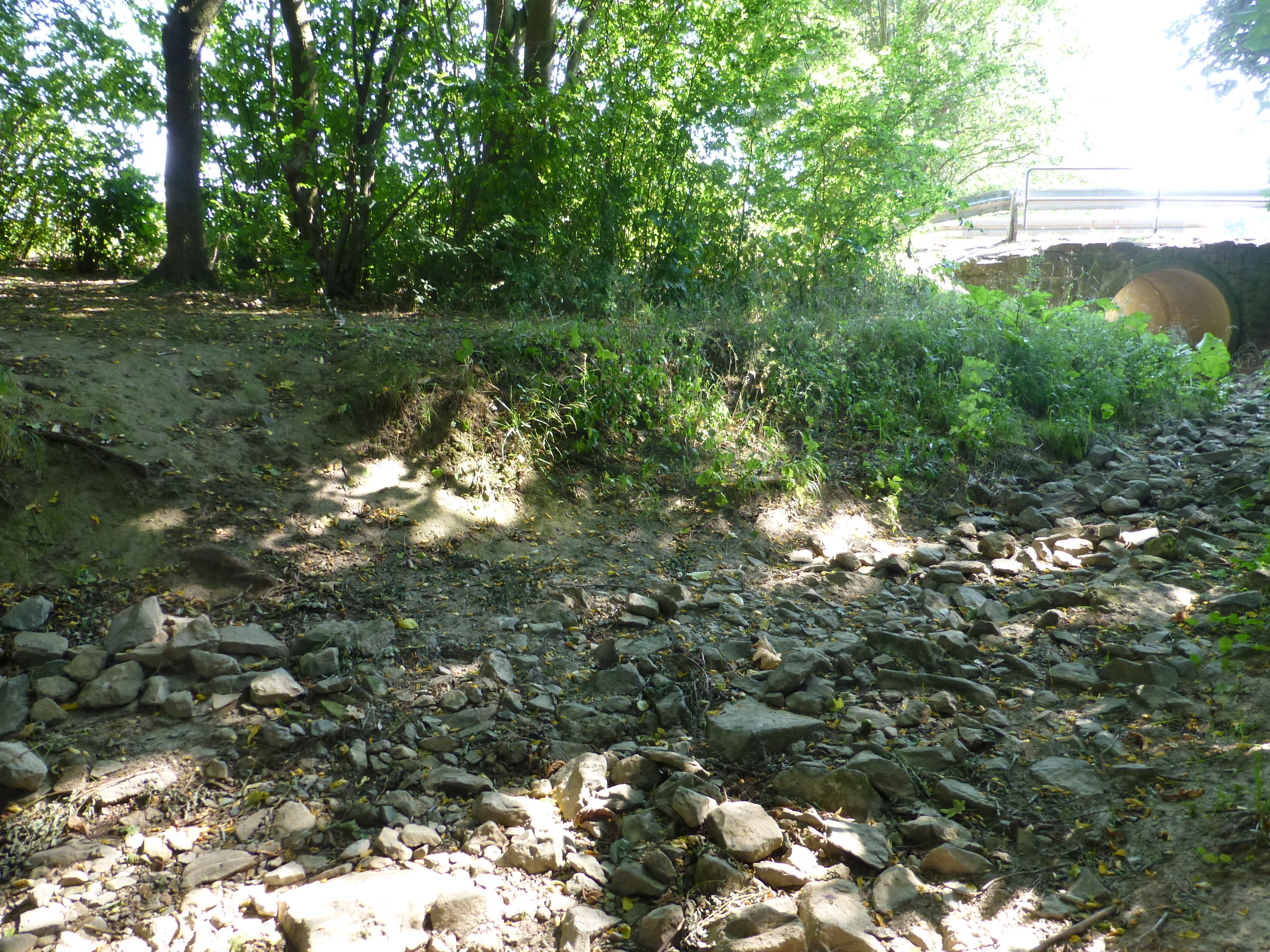
Ostufer des Lünerner Baches zwischen Mühlhausen u. Lünern, Fließrichtung NO,[A 2] August 2015
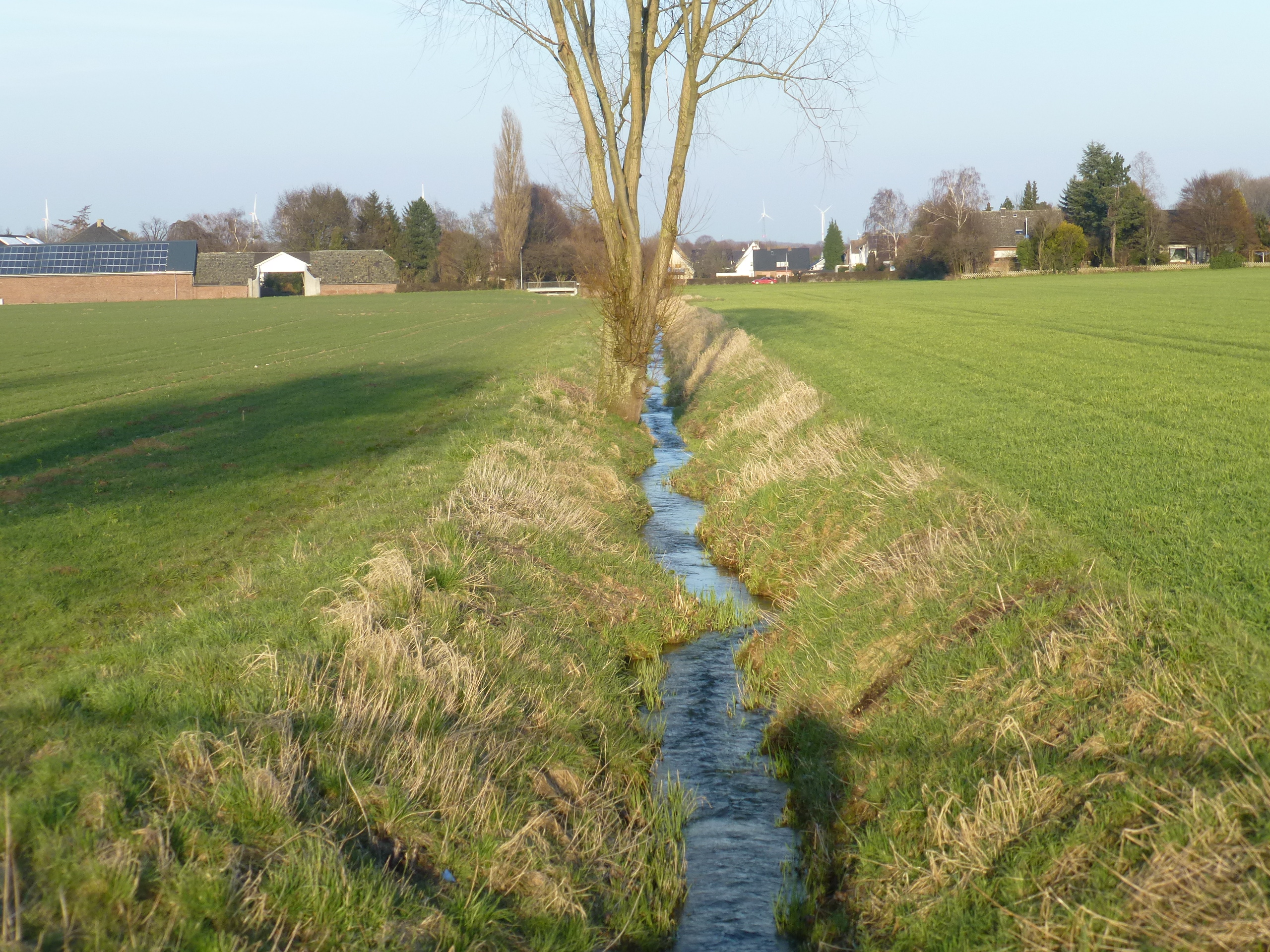
Lünerner Bach westlich vor Lünern, Blickrichtung Ost, März 2016
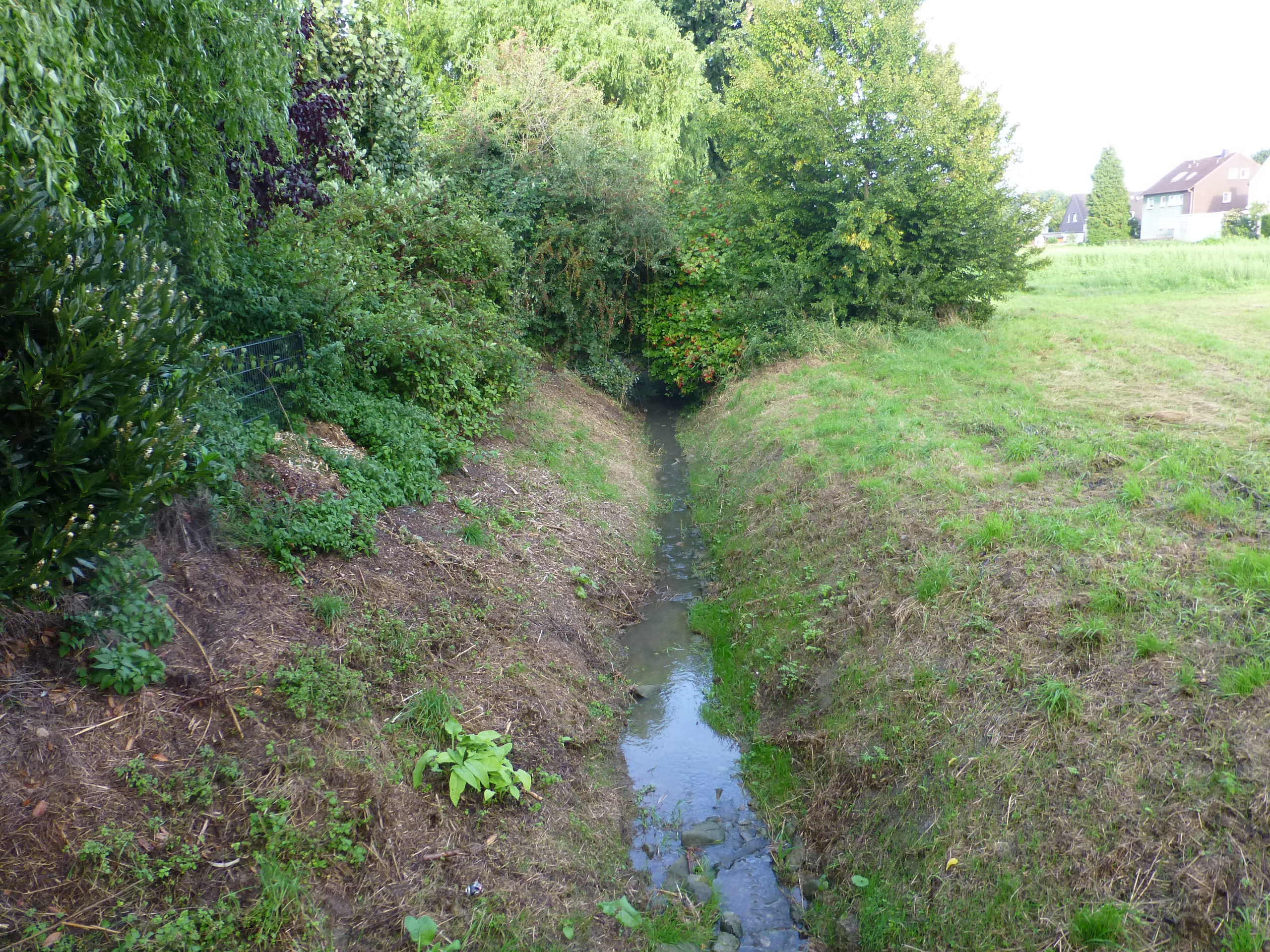
Lünerner Bach in Lünern, Fließrichtung Ost, September 2015
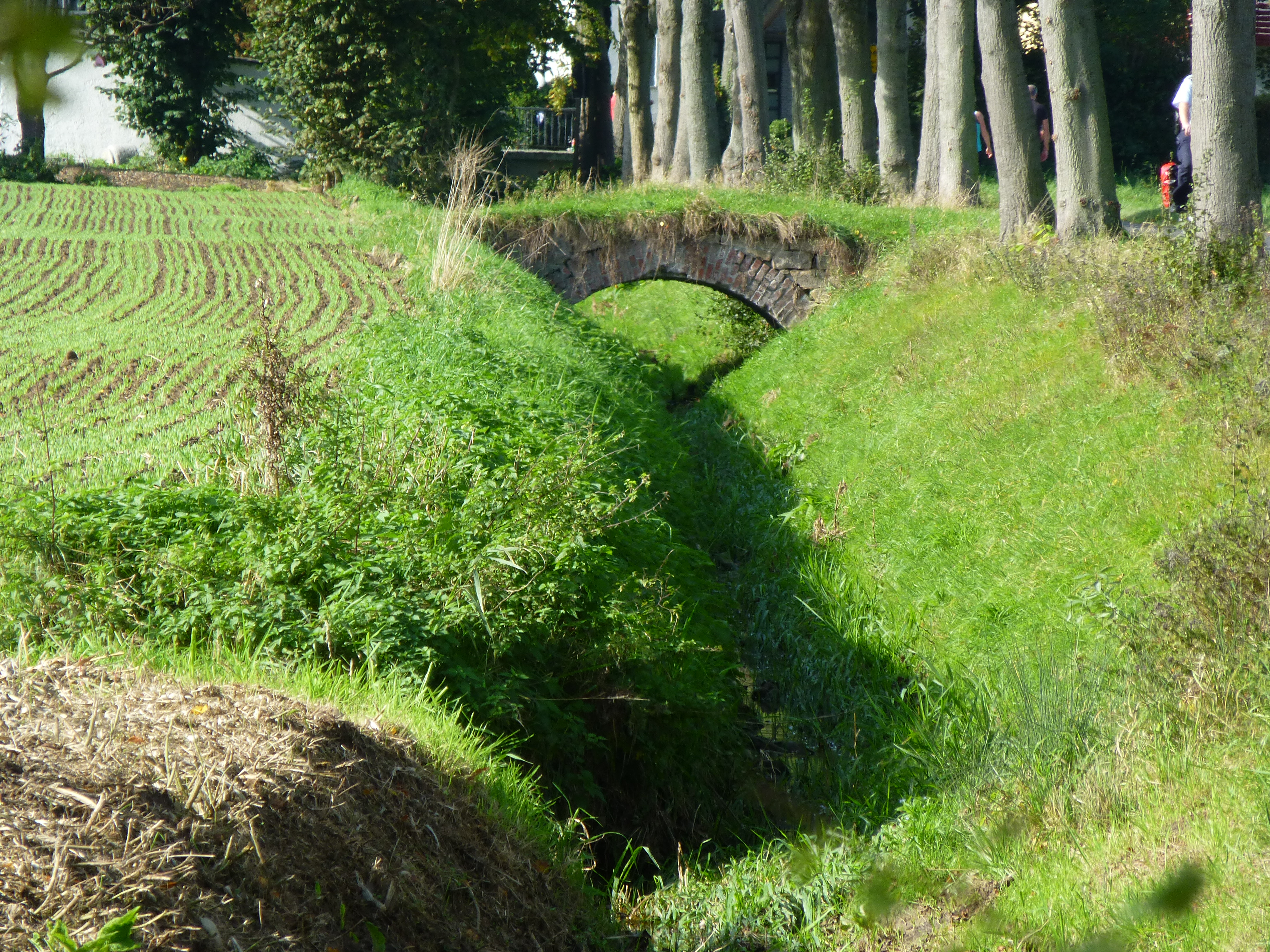
Lünerner Bach, östlich Lünern, rechts der Vöhdeweg,[A 3] Oktober 2014.
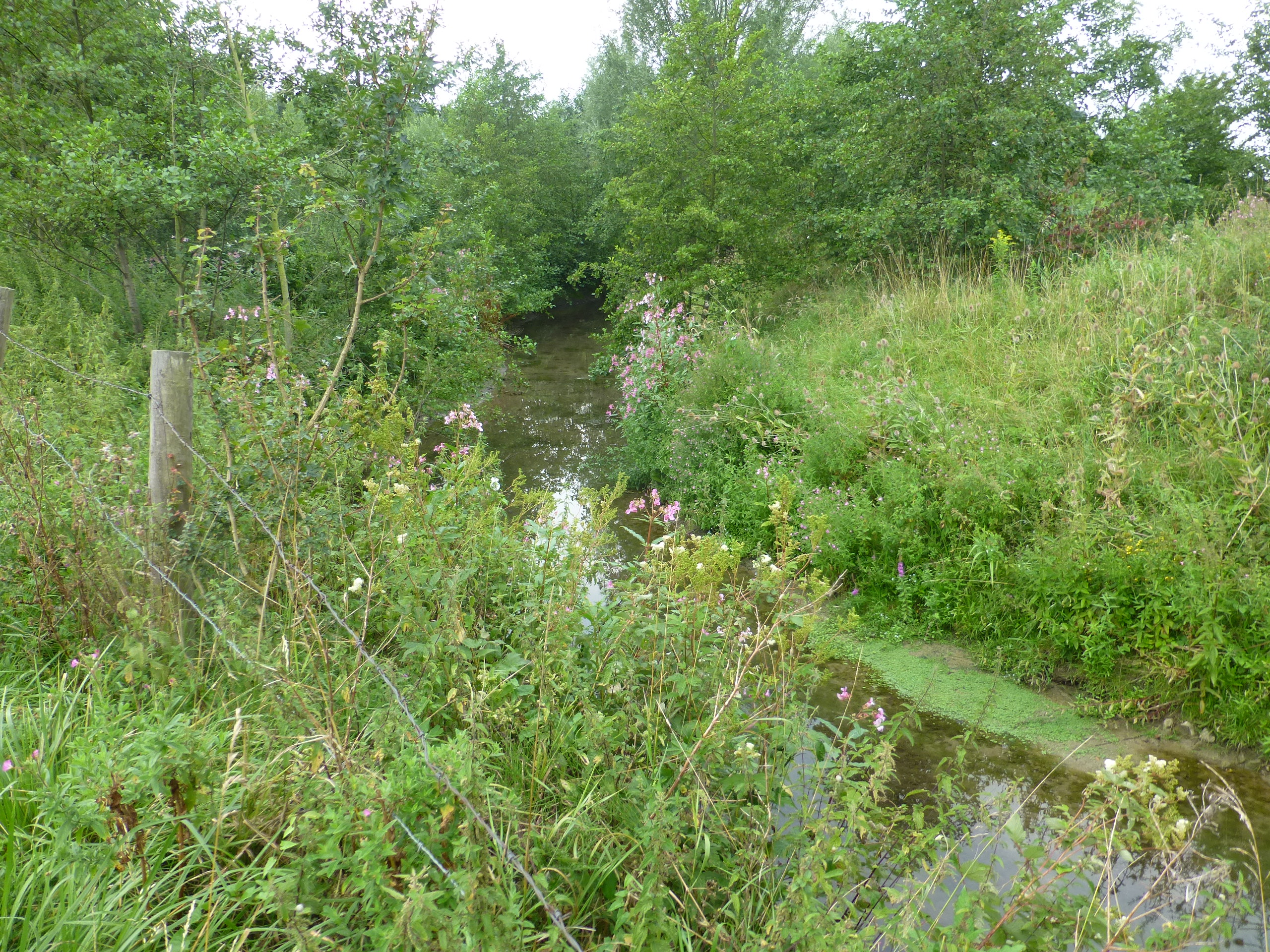
Lünerner Bach, kurz vor der Mündung in die Seseke, August 2015
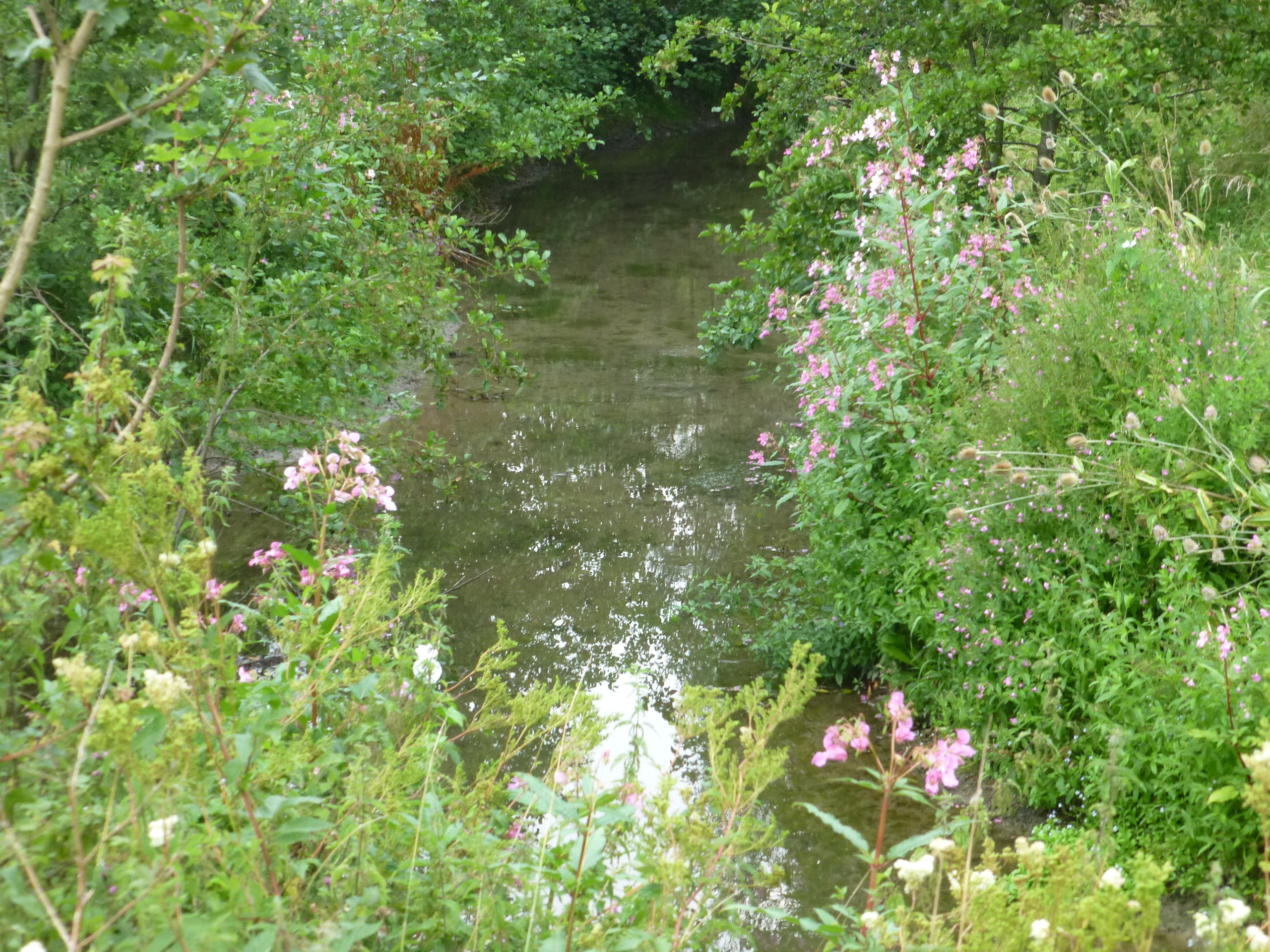
Lünerner Bach, kurz vor der Mündung in die Seseke, August 2015
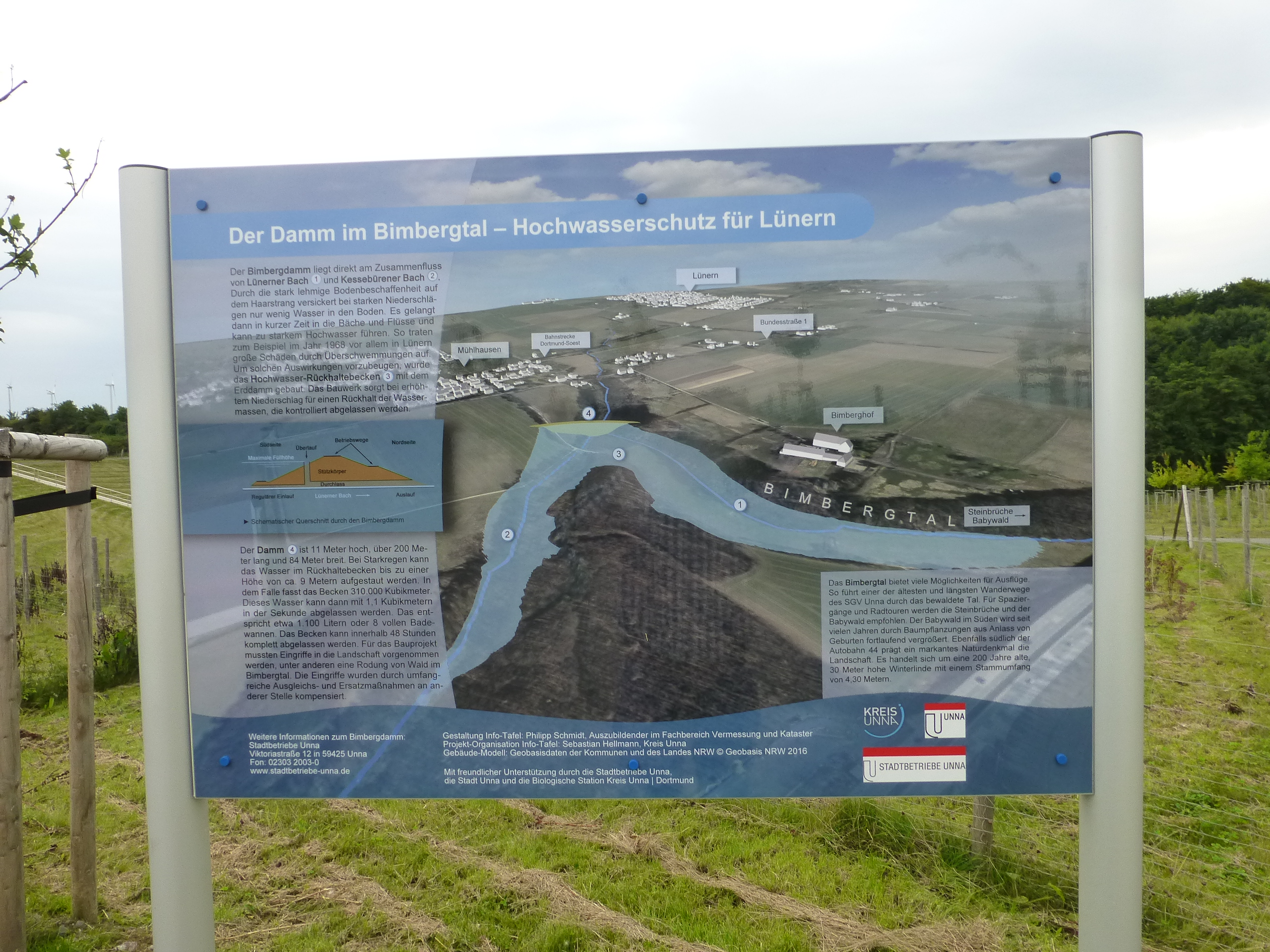
Schautafel beim Hochwasserrückhalte-becken im Bimbergtal, August 2017
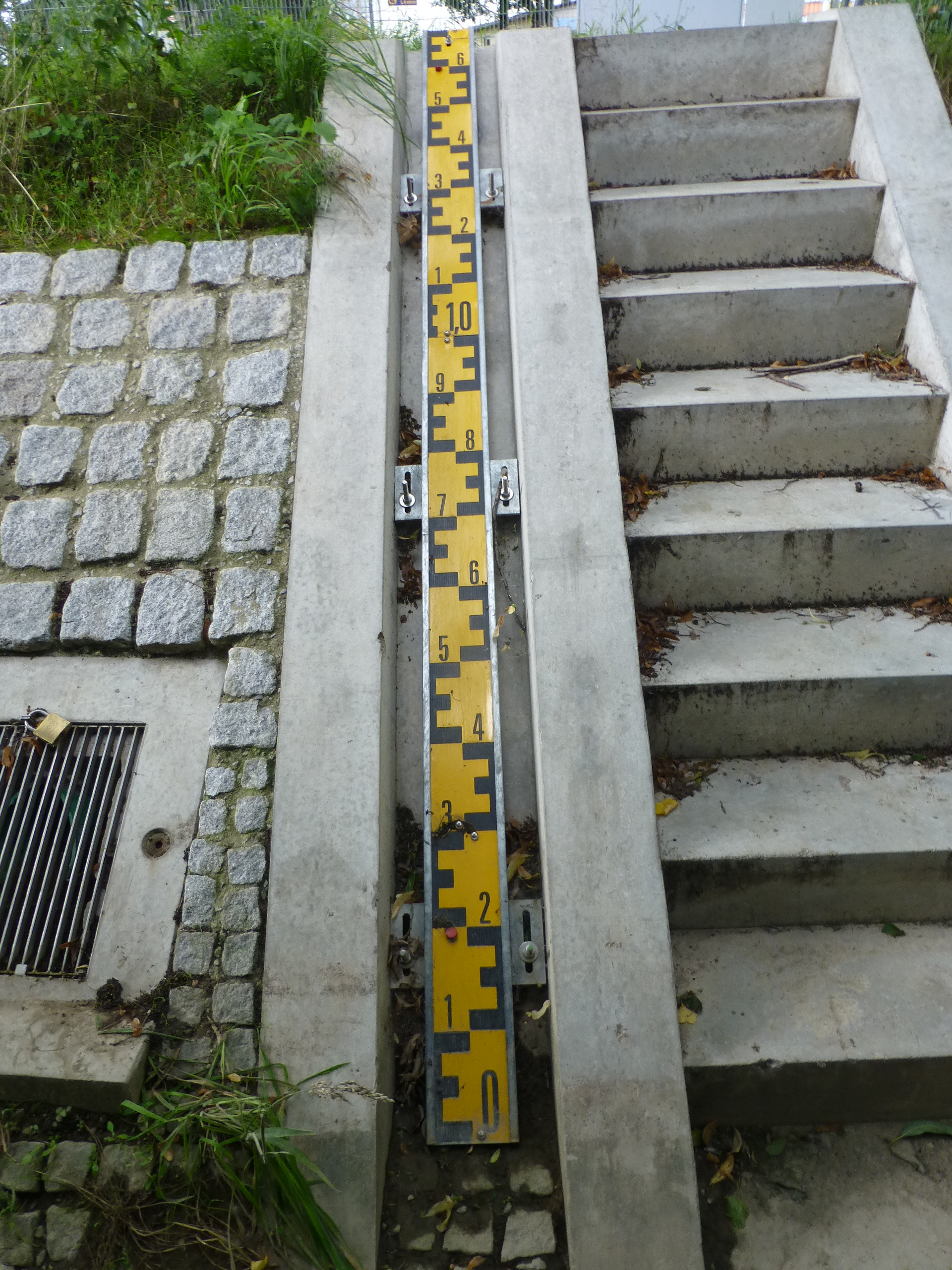
Lünerner Bach, Pegel in Lünern = 0 cm, Ende Juli 2017; Pegel in Lünern = 8 cm, 31. Dez. 2019